# Vesterskov (Sydslesvig)
 For alternative betydninger, se Vesterskov. (Se også artikler, som begynder med Vesterskov)
Vesterskov (dansk) eller Westerholz (tysk) er en landsby og kommune beliggende ved Flensborg yderfjord i det nordlige Angel i Sydslesvig overfor Broagerland. Administrativt hører kommunen under Slesvig-Flensborg kreds i den nordtyske delstat Slesvig-Holsten. Kommunen samarbejder på administrativt plan med andre kommuner i omegnen i Langballe kommunefællesskab (Amt Langballig). I kirkelig henseende hører Vesterskov under Grumtoft Sogn. Sognet lå i Husby Herred (Flensborg Amt, Sønderjylland), da området tilhørte Danmark.

## Geografi
Kommunen omfatter også bebyggelserne Dollerupskov (Dollerupholz), Grønbjerg (Grünberg), Hørrebjerg (på dansk også Hørupbjerg, Hörreberg), Knøs (Knös), Kikud (Kiekut), Poseby, Spånbro (Sponbrück) med den lille Spånså, Søklev el. Søkloft (Seeklüft, oprindelig et teglværk), Undevadskov (Unewattholz) med Havløkke (Hafflücke) og Østerskov (Osterholz), og samarbejder med andre kommuner i Langballe kommunefællesskab (Amt Langballig). Området Søklev er beliggende 4 km øst for Vesterskov by. Kleven er op til 25 m høj

## Historie
Vesterskov er første gang nævnt 1699 (Grumtoft Sognearkiv). Stednavnet henviser til, at området var den vestlige del af den til Lundsgaard gods hørende skov. Knøs er første gang nævnt 1636 og beskriver en fremspringende, delvis skovklædt bakke. Kragbjerg er første gang nævnt 1758 og er afledt af fuglenavnet krage (oversat til nedertysk Kreih). Stednavnet Hørrebjerg er første gang dokumenteret 1642. Navnet henviser til en forsvunden bebyggelse ved navn Hørup. Søklev er første gang nævnt 1710 og beskriver beliggenheden nær kystskrænten.
Byens vartegn er hollændermøllen Steinadler (på dansk Stenørn) fra 1876. Frem til 1961 har der ligget flere teglværker i Vesterskov og omegn. I dag er der opført et mindesmærke i form af et tegl-sejl. I 1962 blev på et tidligere teglværksområde opført et sommerhuskvarter ved navn Sonnholm (Solholm).

## Billeder
- Hollændermølle Stenorn
- Mindesmærke Tegl-sejl